# 黄桷坪长江大桥
黄桷坪长江大桥是中国重庆市九龙坡区规划兴建的一座公路斜拉桥，是《重庆市主城区综合交通规划》（2011~2020）中的白市驿至鹿角东西向主干道路的控制性工程之一，跨越长江，连接九龙坡区与南岸区。
黄桷坪大桥西岸与黄桷坪立交主线桥相接，东岸与二塘立交主线桥相连，桥梁全长1,930（6,330英尺），主桥采用双塔双索面混合梁斜拉桥设计，跨径布置为896（2,940英尺），其中主跨550（1,800英尺），桥面宽度41（135英尺），按双向八车道设计。同时，为了方便行人通行，大桥的两侧还各设置2.5（8.2英尺）宽的人行道。桥塔采用镂空天梭造型，主体为白色。大桥建成后是重庆市四横线分流道的重要组成部分，九龙半岛的车流量将被分流一大半，也能够有效减少鹅公岩大桥的交通压力。

## 进展
- 2015年4月16日，重庆市发展和改革委员会批复了重庆市城市建设投资集团《关于开展黄桷坪长江大桥及鹿角隧道工程前期工作的请示》（渝城投文〔2015〕37号），同意开展工程的规划、国土、环评、稳评等前期工作，并完善相关手续[5]。